# جاي ويلر
خوسيه أنجيل لوبيز مارتينيز  ( ساليناس ، بورتوريكو ، 25 أبريل 1994 ) ، المعروف باسمه المسرحي جاي ويلر (Jay Wheeler) ، هو مغني وكاتب أغاني وراقص ومنتج تسجيلات بورتوريكي .

## روابط خارجية
- جاي ويلر على Instagram
- موقع جاي ويلر